# 三吉稲荷神社 (飯能市)
三吉稲荷神社（さんきちいなりじんじゃ）は、埼玉県飯能市大河原にある神社。朝日山の山麓にある。宗教法人ではない。

## 祭神
- 倉稲魂神、猿田彦命、大宮女命[2]

## 沿革
1934年（昭和9年）11月創建。東京在住の小山庄次郎は稲荷神への信仰心厚く、出身地飯能にある久下稲荷神社と秋葉神社（通称三丁目稲荷）の分身を自分の敷地内に祀っていた。小山は米穀問屋を営んでいたが商売が思うように伸びないため、知人の銀杏八幡神社の神主、渡辺綱吉に相談すると、「稲荷神を出身地の飯能町に祀るとよい」と言われた。そこで小山は飯能に京都の伏見稲荷神社（稲荷神社の総本社）とその近くの稲荷山の三吉稲荷の分身を祀り、この神社となったとされる。